# Suvanna Ban Lang
Re Suvanna Ban Lang, il cui nome regale fu Samdach Brhat-Anya Chao Suvarna Panya Lankara Raja Sri Sadhana Kanayudha (Mueang Sua, 1455 – Mueang Sua, 1485), è stato il tredicesimo sovrano del Regno di Lan Xang, la cui capitale era Mueang Sua (detta anche Xieng Thong), l'odierna Luang Prabang, nel Laos settentrionale.
Divenne re nel 1479 dopo l'abdicazione del padre Sai Tia Kaphut, fuggito dalla capitale quando gli invasori vietnamiti stavano per espugnarla. Il regno di Suvanna Ban Lang fu all'insegna della pace e della ricostruzione, dopo che Lan Xang era uscito da uno dei periodi più oscuri della sua storia, dominato dagli intrighi della cortigiana Keo Phim Fa e dalle lotte interne tra fazioni dell'aristocrazia. L'evento più importante della sua vita fu l'invasione vietnamita, in cui condusse il suo esercito alla vittoria sulle armate nemiche.
Le cronache che lo menzionano  provengono dagli antichi annali di Lan Xang, di Lanna, di Ayutthaya e di Birmania, che differiscono tra loro. Gli annali di Lan Xang furono tradotti in altre lingue ed interpretati in diversi modi, dando luogo a controversie sull'attendibilità dei riferimenti storici. La principale tra le critiche che determinarono il cambiamento del testo originale, fu dettata dalla convinzione che molti degli avvenimenti storici fossero stati omessi o distorti nell'edizione originale a maggior gloria del regno. Gli avvenimenti e le date relative alla vita di Suvanna Ban Lang non sono quindi pienamente attendibili.

## Biografia
Nacque nel 1455 nella capitale come principe Theng-Kham ed era il figlio maggiore del sovrano Sai Tia Kaphut. Fu governatore del Principato di Mueang Dan-Sai e si rese protagonista nella storia del paese dopo che gli invasori vietnamiti espugnarono Mueang Sua. Nel 1478, le armate nemiche avevano distrutto l'esercito organizzato dal fratello, il primo ministro Kon Keo, composto da 200.000 uomini e 2.000 elefanti, ed erano entrate nella capitale, che fu così espugnata per la prima volta nella sua storia. Il re Sai Tia Kaphut si mise in salvo con la famiglia reale imbarcandosi sul Mekong e fuggendo a sud. Le truppe vietnamite avevano proseguito la loro marcia verso il regno Lanna, ma erano state respinte quando cercarono di conquistare Nan.
Il principe Theng-Kham guidò le proprie truppe di Mueang Dan-Sai contro i vietnamiti che presidiavano Mueang Sua costringendoli alla fuga e decimandoli lungo la via della ritirata. Dei 4.000 ufficiali inviati dalla capitale Thăng Long, l'odierna Hanoi, solo 600 sopravvissero. Dopo questo evento, i regni di Lan Xang e Dai Viet avrebbero mantenuto rapporti di pace per due secoli. Theng-Kham radunò i cittadini superstiti ed inviò un'ambasciata al padre invitandolo a tornare, ma il sovrano rifiutò ed abdicò offrendo la guida del paese al figlio, che salì al trono nel 1479 con il nome regale Suvanna Ban Lang (termine derivante dalla lingua pali che significa 'trono d'oro').
Sai Tia Kaphut rimase a Mueang Xieng Khan dove trascorse l'ultimo periodo della sua vita e dove morì nel 1481. Il nuovo sovrano presenziò alla cerimonia di cremazione del padre e fece costruire uno stupa per conservarne le ceneri nel Wat Sob della stessa Xieng Khan. Nominò governatore di Mueang Dan-Sai il fratello minore Khong e si dedicò alla ricostruzione della capitale, gravemente danneggiata durante l'invasione dei Dai Viet. Instaurò rapporti di pace con il Regno Lanna, che negli anni precedenti aveva invaso Lan Xang e si era appropriato del regno di Nan, fino ad allora sotto l'influenza di Mueang Sua, ma che era stato di aiuto nel respingere l'invasione vietnamita. Nei suoi ultimi anni di vita non si registrarono altri eventi rilevanti.
Suvanna Ban Lang morì all'età di 30 anni nel 1485 e l'aristocrazia di corte nominò re un suo fratello minore, il governatore di Nongke principe Tieng Lakon, che ascese al trono con il nome regale La Sen Thai.